# ČSD T 234.0 sorozat
A ČSD T 234.0 sorozat eredetileg egy Bo’Bo’ tengelyelrendezésű csehszlovák dízelmozdonysorozat volt. A prototípust 1988-1989 között gyártotta a ČKD, a sorozatgyártás 1992-ben volt. Összesen 20 db készült. Csehszlovákia felbomlása után a mozdonyok Csehországba kerültek, mint ČD 704 sorozat.